# La Case de l'oncle Tom (film, 1910, Blackton)
Pour les articles homonymes, voir La Case de l'oncle Tom (homonymie).
Pour plus de détails, voir Fiche technique et Distribution.
La Case de l'oncle Tom (Uncle Tom's Cabin) est un film muet américain réalisé par James Stuart Blackton, sorti en 1910. 
Ce film est la cinquième adaptation cinématographique du roman La Case de l'oncle Tom d'Harriet Beecher Stowe, paru en 1852.

## Synopsis
L'oncle Tom et Eliza sont tous deux esclaves de la même maison dans le Kentucky.

## Fiche technique
- Titre : La Case de l'oncle Tom
- Titre original : Uncle Tom's Cabin
- Réalisation : James Stuart Blackton
- Scénario : Eugene Mullin et Rollin S. Sturgeon d'après le roman La Case de l'oncle Tom de Harriet Beecher Stowe
- Société de production : Vitagraph Company of America
- Société de distribution : General Film Company (États-Unis)
- Pays :  États-Unis
- Genre : Drame
- Durée : 42 minutes
- Format : Muet, Noir et blanc
- Date de sortie : États-Unis : 26 juillet 1910

## Distribution
- Florence Turner : Topsy
- Mary Fuller : Eliza
- Edwin R. Phillips : Oncle Tom
- Flora Finch : Ophelia St. Clare
- Genevieve Tobin : Eva
- Carlyle Blackwell : Shelby
- Julia Arthur
- Maurice Costello
- Charles Kent
- Matty Roubert
- Norma Talmadge
- Earle Williams
- Clara Kimball Young